# Sheikh Hussein
Sheikh Hussein este un orășel din sud-estul Etiopiei. Situat în Zona Bale⁠(en)[traduceți] din Regiunea Oromia, acesta are o longitudine și latitudine de 7°45′N 40°42′E / 7.750°N 40.700°E și se află la o altitudine de 1386 de metri deasupra nivelului mării. Agenția Centrală de Statistică⁠(en)[traduceți] nu a publicat o estimare pentru populația din 2005 a orașului.
Locul este din 2011 încoace trecut pe lista indicativă⁠(en)[traduceți] pentru Lista Patrimoniului Mondial a UNESCO drept loc religios, cultural și istoric.

## Prezentare generală
În 23 decembrie 2007, Addis Fortune a raportat că SATCON Construction, o firmă deținută de Etiopia, a dus la bun sfârșit un demers vechi de patru ani de a construi o șosea de 170 de kilometri prin zona muntoasă a regiunii Oromia care se conecteze Sheikh Hussein de orășelul Micheta, situat în woreda Daru labu⁠(en)[traduceți] din Zona Harargee Dhihaa⁠(en)[traduceți]. Drumul a fost inaugurat formal pe 19 decembrie.
Arthur Donaldson Smith⁠(en)[traduceți] a ajuns în Sheikh Hussein în 21 septembrie 1894, loc în care a petrecut câteva zile, după care însoțitorul său a vizitat cavoul asistentului orășelului Sheikh Hussei, Sheikh Mohammed.

## Cavoul sfântului

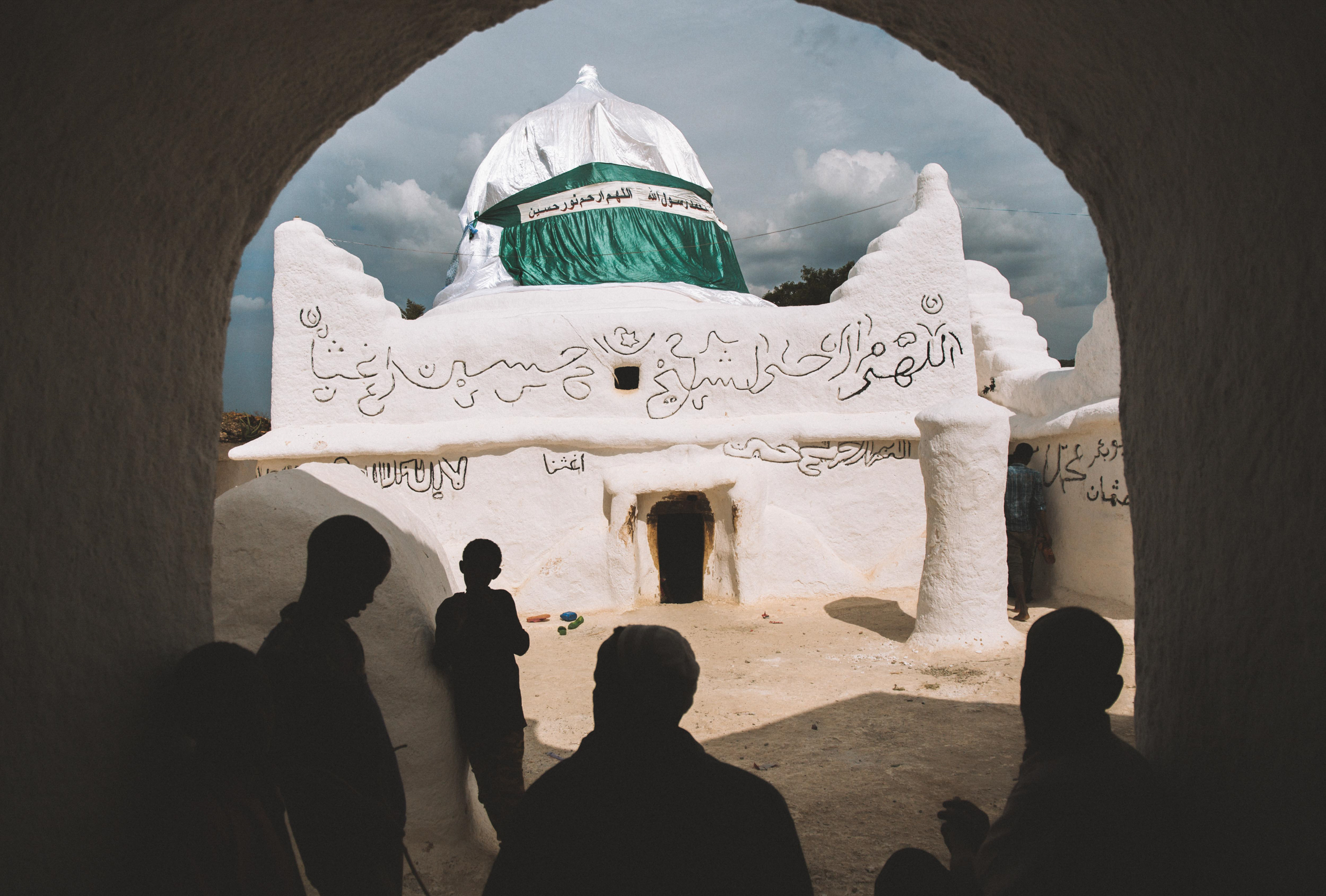
Dirre Sheikh Hussein

Orășelul este numit după ceea ce, în ochii câtorva musulmani etiopieni, este cel mai sacru loc din țară: cavoul⁠(en)[traduceți] lui Sheikh Hussein⁠(en)[traduceți], un sfânt somalez din secolului al XIII-lea ce provenea din sătucul Gela din apropierea orășelului Chinaksen⁠(en)[traduceți] și care a prezentat Islamul oamenilor Sidama⁠(en)[traduceți] care trăiau în zonă la vremea respectivă. Lui îi este de asemenea atribuită fondarea și întemeierea Sultanatului Bale⁠(en)[traduceți] și se spune că ar fi săvârșit multe miracole. Câteva dintre aceste miracole au fost consemnate într-o hagiografie publicată în Cairo în anii 1920, întitulată Rabi` al-Qulub. Deși acest orășel este acum situat în patria poporului Oromo, a continuat să fie destinația a aproximativ 50.000 de pelerini din Etiopia musulmană de două ori pe an în timpul lunilor musulmane Hajj și Rabi' al-Awwal⁠(en)[traduceți]. Primul pelerinaj este pentru a îi comemora nașterea, al doilea moartea. Aceștia poartă, în mod tradițional, bețe despicate cunoscute sub numele de „Oulle Sheikh Hussein”, care sunt prea mici pentru a servi drept bastoane și nu au nicio întrebuințare practică. Odată ce ajung la sanctuar, pelerinii intră rând pe rând în cavoul sfântului târându-se printr-o ușiță.
Vastul complex religios dedicat sfântului include orășelul și valea Kachamsare situată în apropiere. În secolul al XVIII-lea, Emirul `Abd al-Shakur ibn Yusuf⁠(en)[traduceți] al orașului Harar i-a construit un sanctuar sfântului din Bagdad `Abd al-Qadir al-Jilani lângă cavoul lui Sheikh Hussein, înăuntrul complexului sanctuarului. Un cimitir a fost de asemenea sfințit ca parte a complexului. Printre alte puncte de reper de-ale complexului se numără iazul Dinkiro, la 300 de metri către sud de moschee, construită din zidărie de piatră uscată; asociat cu iazul este un izvor cu apă „miraculoasă”. La intrarea zonei sfinte se află doi smochini sălbatici numiți kiltu (identificați drept Ficus sycomorus⁠(en)[traduceți]) în limba oromo⁠(en)[traduceți]. Lângă alt iaz, Imaro, se află moscheea tatălui lui Sheikh Hussein, amândouă cu gubba de tipul celui din Harar. Tot în apropiere există câteva peșteri—o „peșteră a șerpilor”, o „peșteră a ierburilor” și o „peșteră a mierii”—și formațiuni în stâncă despre care se spune că ar fi persoane pietrificate.